# Lit de Saint-Eneour

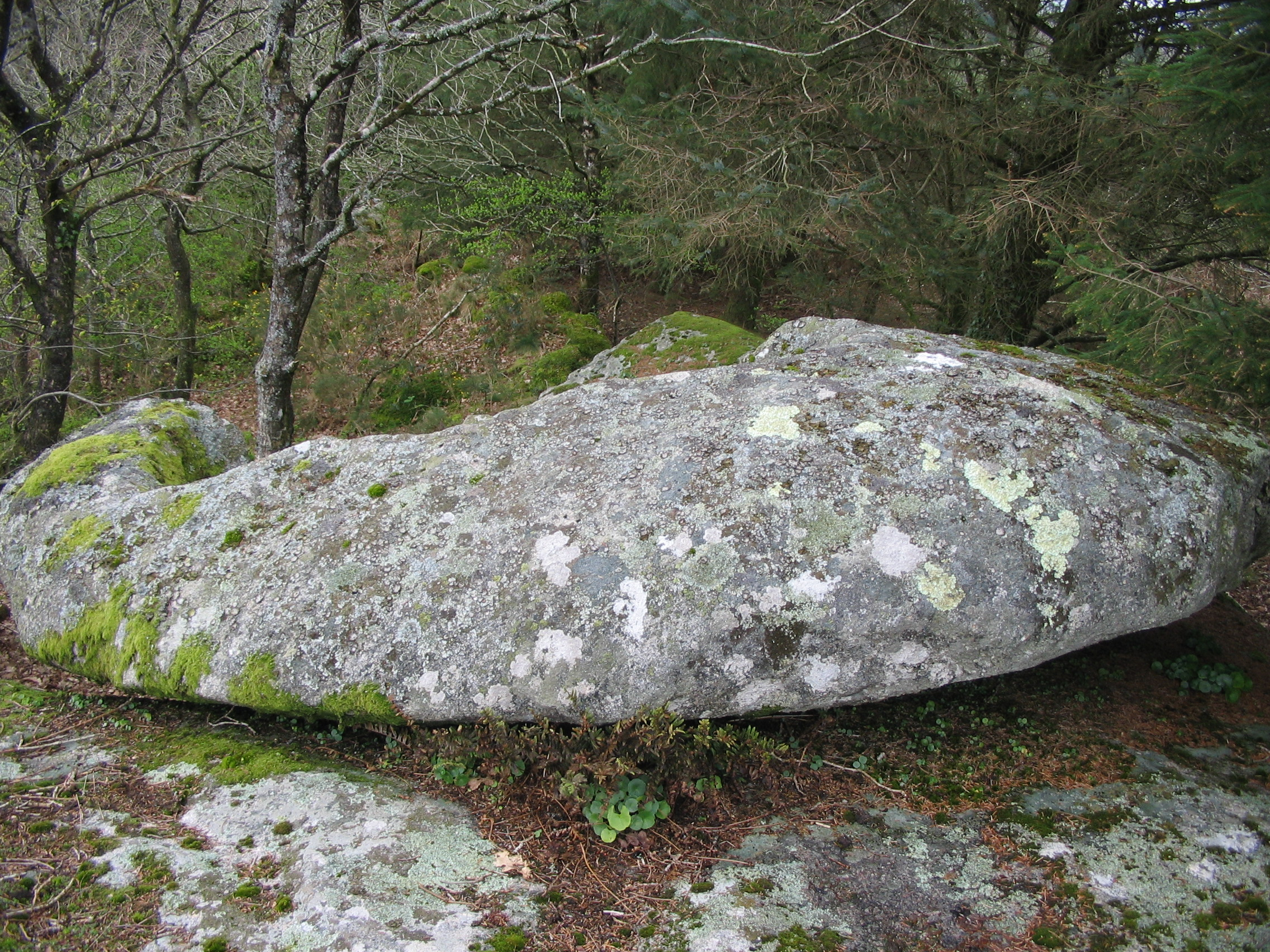
Lit de Saint-Eneour, Plounéour-Ménez

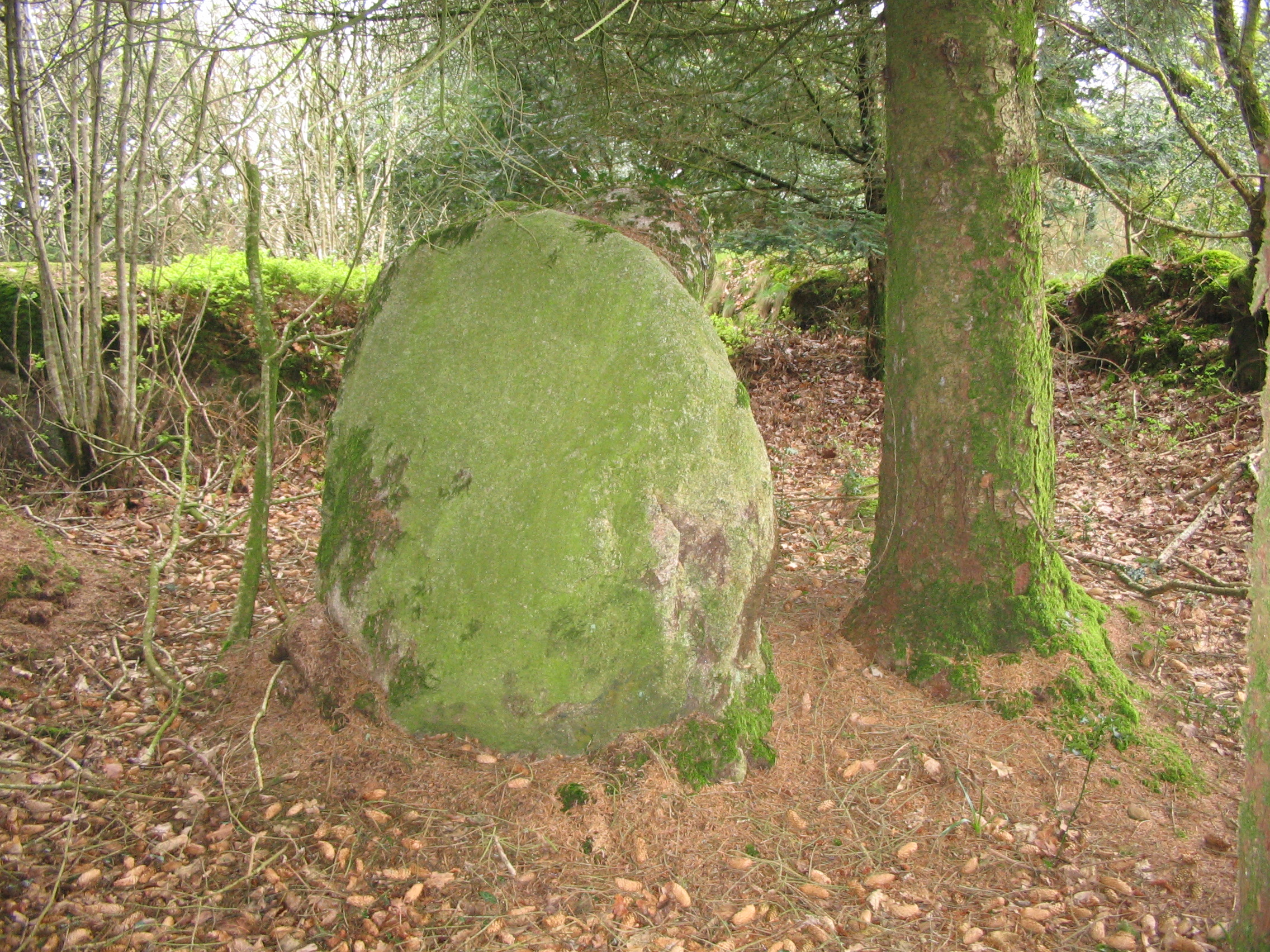
Alentours du lit de Saint-Eneour

Le lit de Saint-Enéour est une grande pierre couchée légèrement concave située dans la commune de Plounéour-Ménez, dans le Finistère, en Bretagne.

## Situation
Le lit de Saint-Enéour est situé à environ un kilomètre au nord de l’église, et à trois cents mètres à l’est du manoir du Penhoat, à Plounéour-Ménez.

## Légende
Selon la légende, Saint Enéour, saint éponyme de la paroisse de Plounéour, avait pour habitude de se retirer en ce lieu pour prier et dormir.

## Description
On peut voir une concavité dans la roche qui aurait formé le lit du saint.